# Хатате Рео
Хатате Рео (яп. 旗手 怜央, нар. 21 листопада 1997, Судзука) — японський футболіст, півзахисник, нападник шотландського клубу «Селтік».
Виступав, зокрема, за клуб «Кавасакі Фронталє», а також національну збірну Японії.
Дворазовий чемпіон Японії. Володар Кубка Імператора. Володар Суперкубка Японії.

## Клубна кар'єра
Народився 21 листопада 1997 року в місті Судзука.
У дорослому футболі дебютував 2019 року виступами за команду «Кавасакі Фронталє», в якій провів два сезони, взявши участь у 62 матчах чемпіонату. Більшість часу, проведеного у складі «Кавасакі Фронталє», був основним гравцем команди.
До складу клубу «Селтік» приєднався 2022 року. Станом на 24 серпня 2022 року відіграв за команду з Глазго 19 матчів в національному чемпіонаті.

## Виступи за збірні
Протягом 2017–2021 років залучався до складу молодіжної збірної Японії. На молодіжному рівні зіграв у 28 офіційних матчах, забив 6 голів.
У 2021 році захищав кольори олімпійської збірної Японії. У складі цієї команди провів 5 матчів. У складі збірної — учасник  футбольного турніру на Олімпійських іграх 2020 року у Токіо.
У 2022 році дебютував в офіційних матчах у складі національної збірної Японії.
| Дата      | Місто   | Господарі | Результат | Гості   | Турнір            | Голи | Примітки |
| --------- | ------- | --------- | --------- | ------- | ----------------- | ---- | -------- |
| 29-3-2022 | Сайтама | Японія    | 1 – 1     | В'єтнам | Відбір до ЧС 2022 | -    | 46'      |
| Усього    |         | Матчів    | 1         |         | Голів             | 0    |          |

## Титули і досягнення

### Командні
- Чемпіон Японії (2):

«Кавасакі Фронталє»: 2020, 2021
- Володар Кубка Імператора (1):

«Кавасакі Фронталє»: 2020
- Володар Суперкубка Японії (1):

«Кавасакі Фронталє»: 2021
- Володар Кубка шотландської ліги (3):

«Селтік»: 2021–22, 2022–23, 2024–25
- Чемпіон Шотландії (4):

«Селтік»: 2021–22, 2022–23, 2023–24, 2024–25
- Володар Кубка Шотландії (2):

«Селтік»: 2022–23, 2023–24

### Особисті
- Збірна чемпіонату Японії: 2021